# سیارک ۲۲۸۶
سیارک ۲۲۸۶ (به انگلیسی: 2286 Fesenkov، نامگذاری:1977NH) دو هزار و دویست و هشتاد و ششمین سیارک کشف شده‌است که در ۱۴ ژوئیه ۱۹۷۷ کشف شد.
قدر مطلق سیارک برابر ۱۳٫۰۰ است.